# Камишловський лог

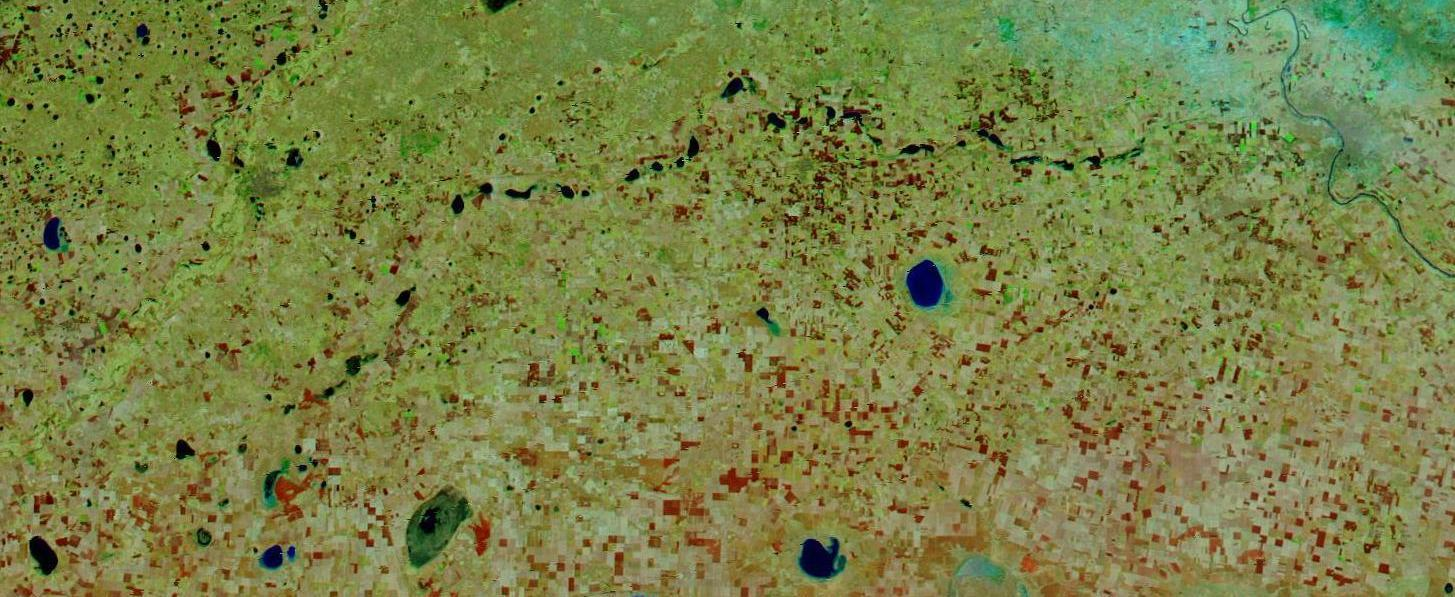
Камишловський лог (вид з космосу).

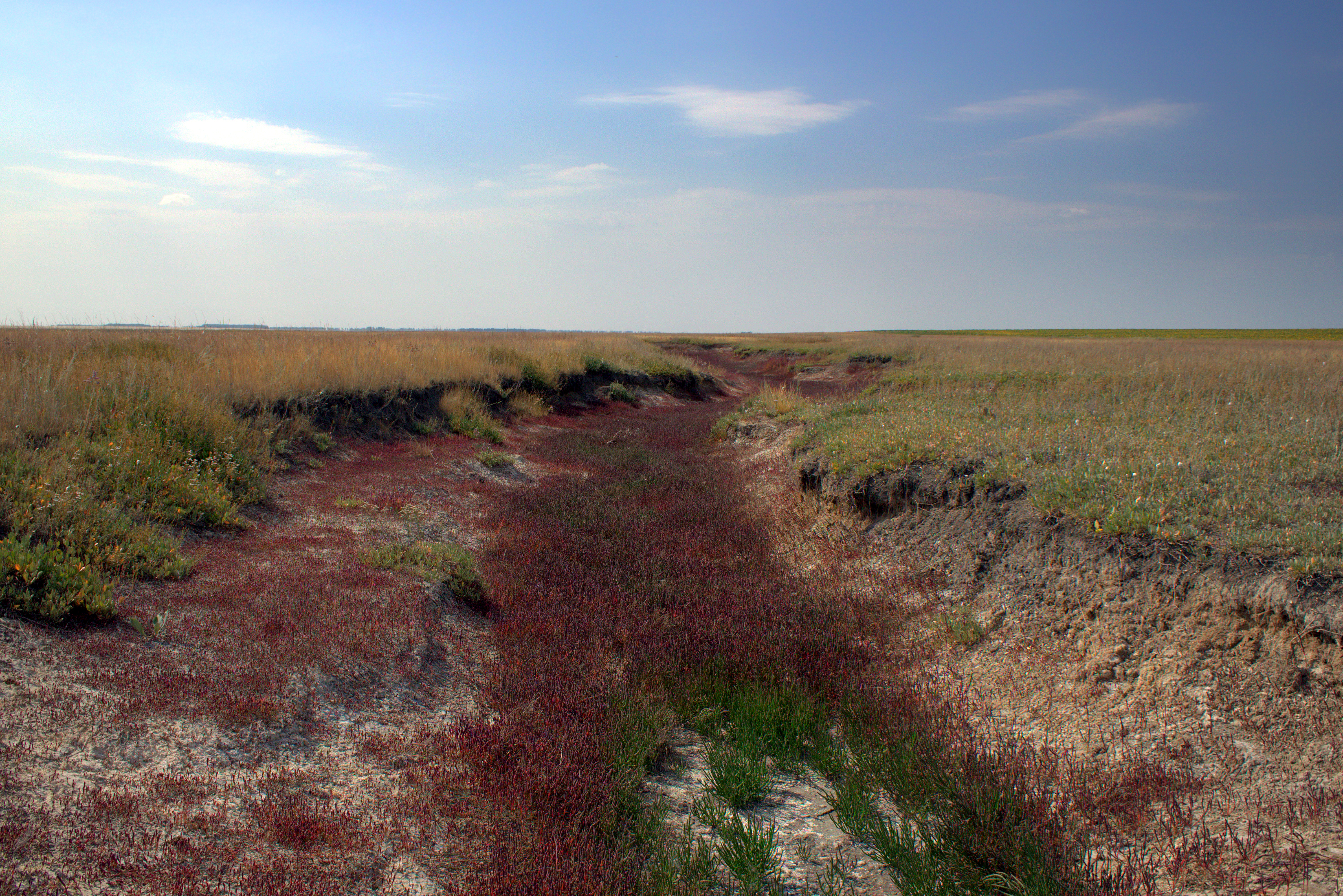
Камишловський лог у Мар'яновському районі Омської області.

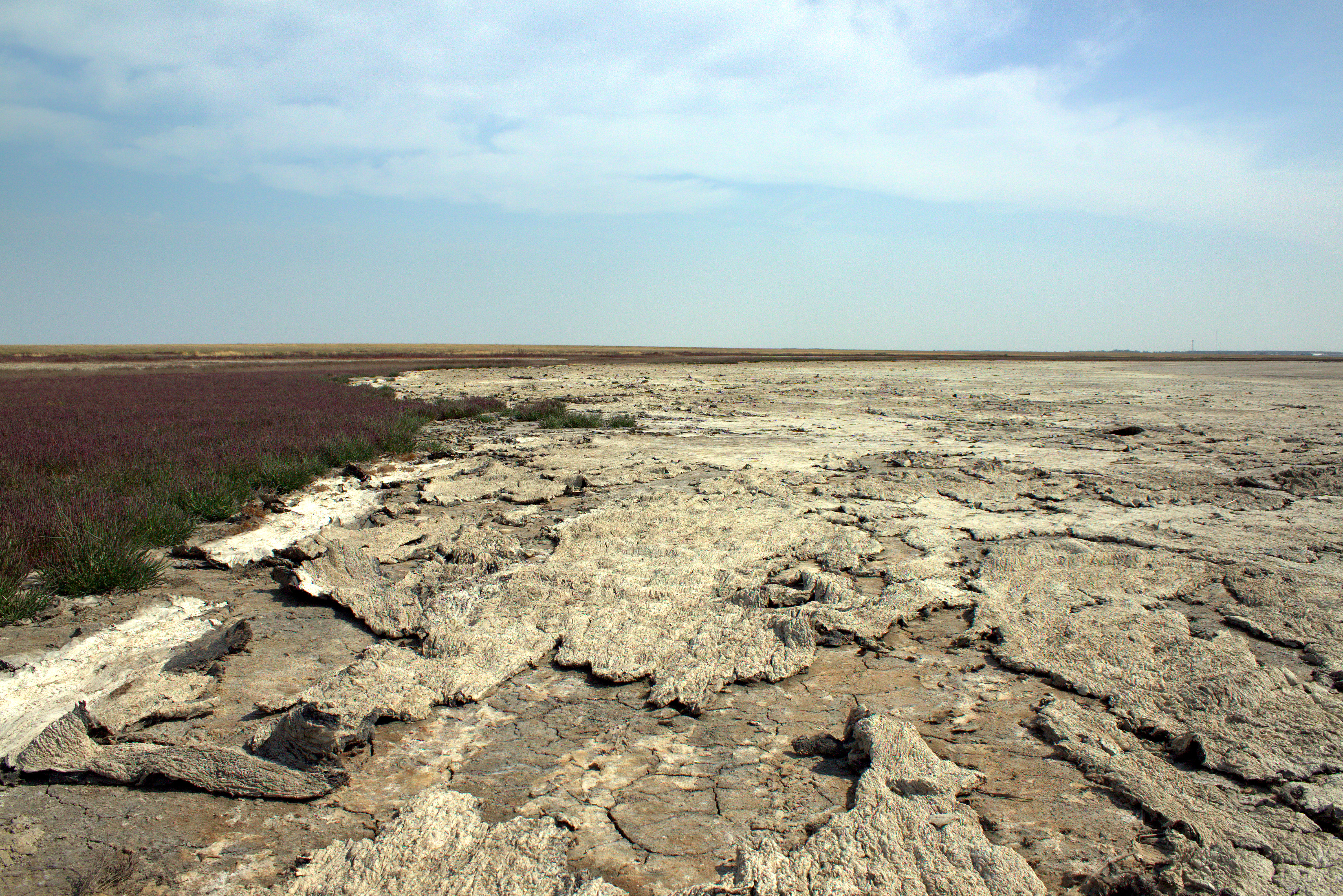
Пікетне — солоне озеро Камишловського логу.

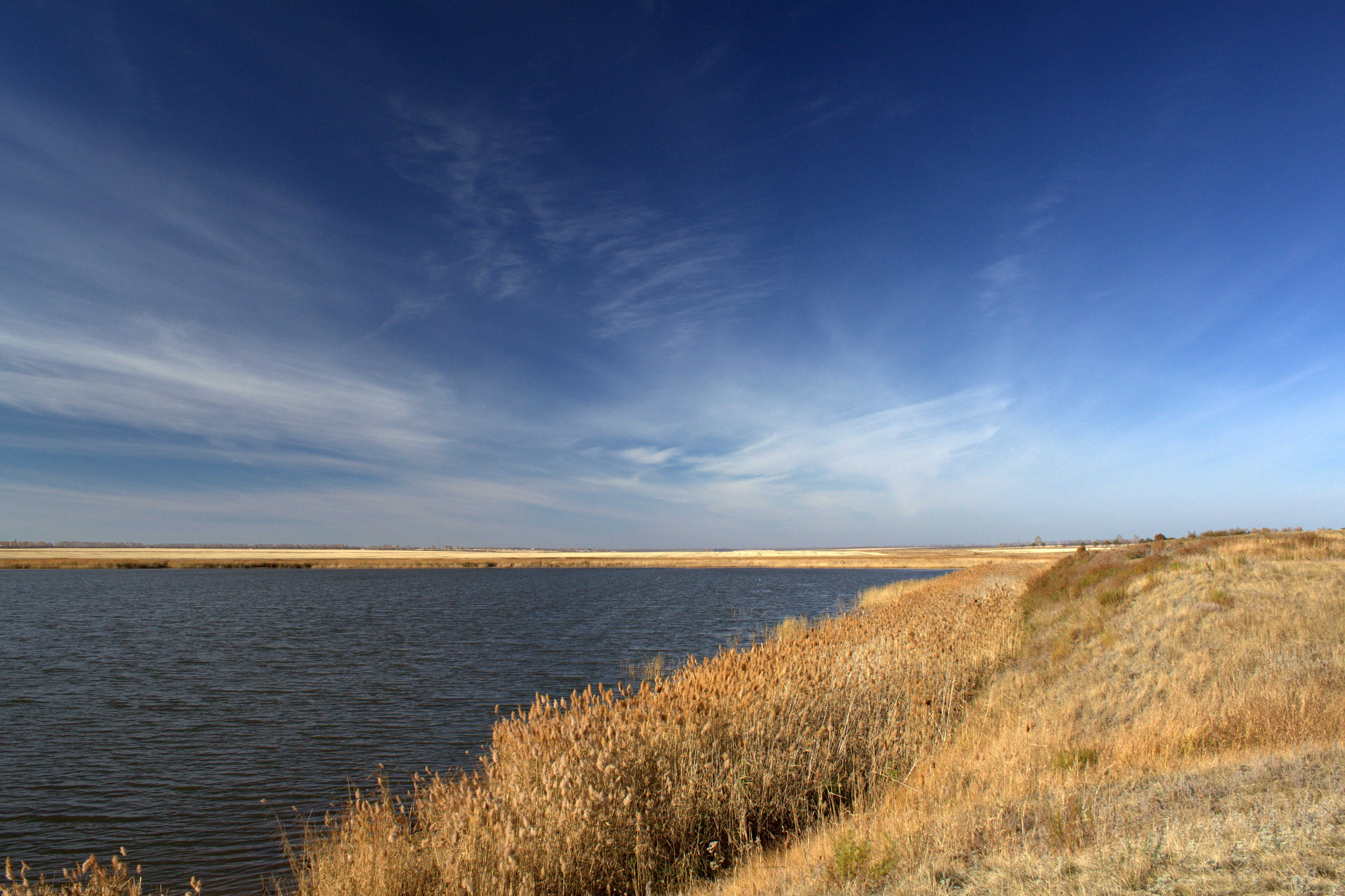
Покровськоє — прісне озеро Камишловського логу.

Камишловський лог (каз. Қамыстысай, рос. Камышловский лог) — стародавня долина річки Камишловки в Омській області Російської Федерації і Північноказахстанській області Республіки Казахстан, що складається з ланцюга солоних і прісних озер.

## Фізіографія
Середня ширина Камишловського логу становить від 1 до 20 км при глибині 10-20 м. Починається він невеликою річкою Камисакти, що стікає з Кокчетавської височини і впадає в озеро Великий Тарангул, від якого Камишловський лог простежується ланцюгом озер аж до Іртиша протягом майже 500 км. Озера в основному мілководні, деякі навіть пересихають в літній час, мають прісну або солону воду. Найбільші — Райнфельд, Покровське, Піщане, Чуріна, Сєвєрноє, Сергіївське, Жовте, Овцеводське, Кругле, Топке.

## Склад води
Хімічний склад і мінералізація озер відрізняються строкатістю: в озері Великий Тарангул вода прісна (0,5 г/л) хлоридно-гідрокарбонатно-натрієвого складу, а вниз по долині збільшується число солонуватих і солоних озер сульфатного та сульфатно-галоїдного типу.

## Цікаві факти
- У 1752–1755-их роках вздовж Камишловського логу (від Омська до Петропавловська) була побудована Тоболо-Ишимська лінія укріплень.[1]

Згодом вздовж цієї лінії наприкінці XIX століття була проведена Транссибірська магістраль.
- У місті Ісилькуль, розташованому поблизу Камишловського логу, жив і вивчав комах знаменитий ентомолог, художник — анімаліст, Віктор Грєбєнніков.